# 4160 Sabrina-John
4160 Sabrina-John este un asteroid din centura principală, descoperit pe 3 iunie 1989 de Eleanor Helin.